# Dendrobium jabiense
Dendrobium jabiense är en orkidéart som beskrevs av Johannes Jacobus Smith. Dendrobium jabiense ingår i släktet Dendrobium, och familjen orkidéer. Inga underarter finns listade i Catalogue of Life.